# 에스더 쿠
에스더 쿠(Esther Ku, 1980년~)는 미국의 희극인이다.